# Sleď obecný

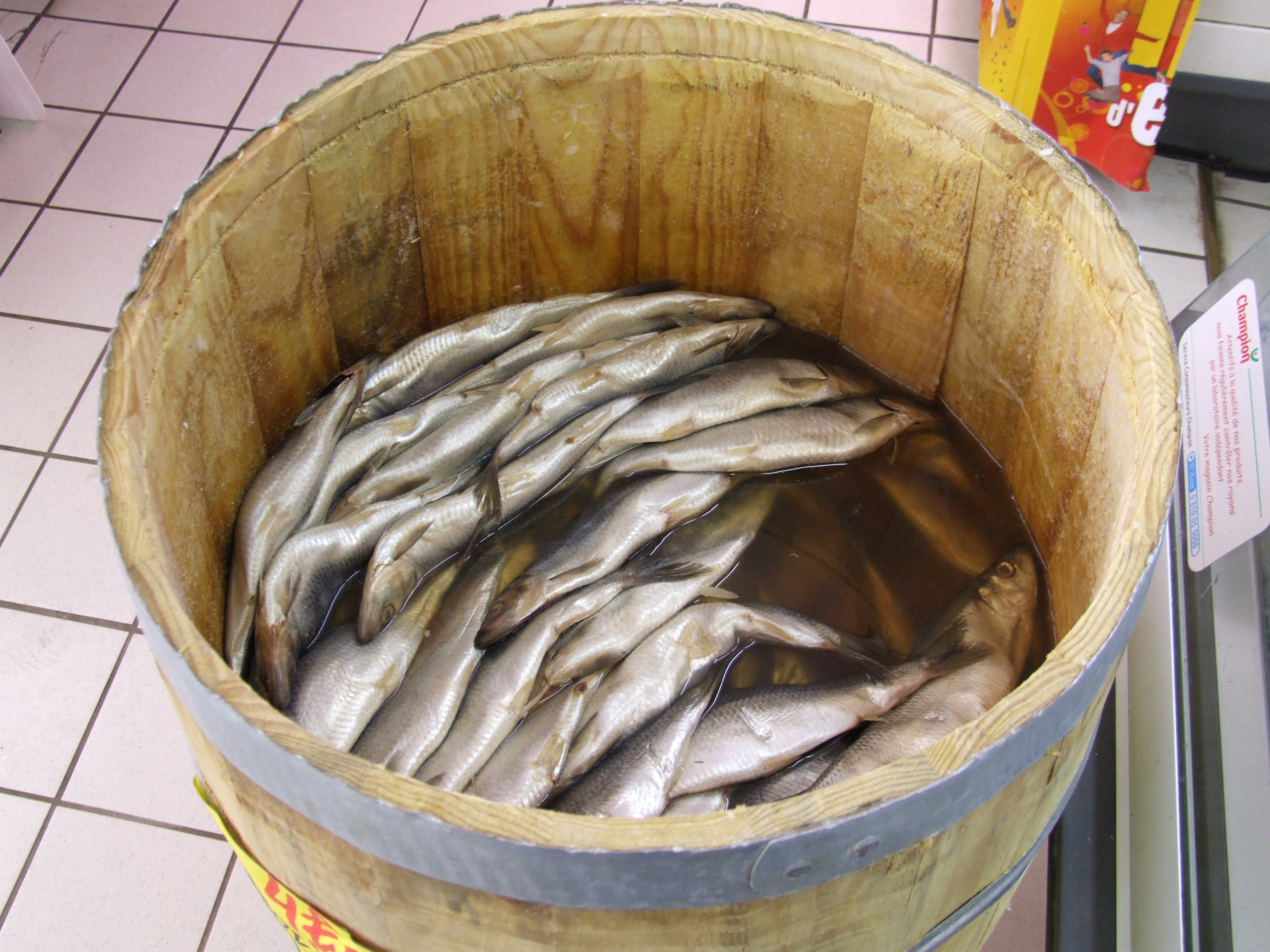
Clupea harengus

Sleď obecný (Clupea harengus), neboli herynek, je nejhojnější rybou na naší planetě, navíc je rybou hospodářsky významnou. Sleď obecný obývá vody Atlantského oceánu v obrovských hejnech. Má standardní délku 45 cm. Hmotnost takto vzrostlého jedince se pohybuje kolem 0,5 kilogramu. Sledi se živí planktonními klanonožci, krilem a malými rybkami. Jejich přirozenými predátory jsou ploutvonožci, kytovci, tresky a jiné větší ryby.

## Synonyma
- Clupea harengus B membras Linnaeus, 1761:128 (Baltic).
- Cyprinus esca Walbaum, 1792:36 (on Pennant, 1769).
- Clupea elongata LeSueur, 1818:234 (Massachusetts).
- Clupea alba Yarrell, 1829:137, 465, pl. 5, fig. 2 (Thames estuary).
- Clupea leachii Yarrell, 1832:277, pl. 12 (Thames, Medway estuaries).
- Clupea minima Storer, 1839:113 (New Hampshire).
- Clupea harengus Svetovidov, 1952:117, pl. 2, figs 1, 2, pl. 3 fig. 2 (eastern Atlantis, Baltic);

## Popis
Sleď obecný má standardní délku 45 cm při hmotnosti těla 0,5 kg. Maximální zjištěná hmotnost dosáhla 1,050 kg. Maximální zjištěná délka života činila 25 let.
Sleď obecný má protáhlé štíhlé tělo, na průřezu oválné, ale se znatelně vyvinutým břišním kýlem. V porovnání se šproty (Sprattus sprattus) je bříško zakulaceno.
Hřbetní ploutev (tvrdé paprsky): 0–0; hřbetní ploutev (měkké paprsky): 13–21; řitní ploutev (tvrdé paprsky): 0; řitní ploutev (měkké paprsky): 12–23; obratlů: 51–60.
Sleď obecný se liší od jiných sleďů, kterých je téměř 200 druhů v čeledi Clupeidae, svou poměrně malou velikostí; jejich šupiny jsou poměrně velké, tenké bez nápadného kýlu, velice snadno odpadávají; hlava je lesklá, přičemž skřele ani hlava nejsou kryty šupinami; žaberní víčko je bez paprsčitého rýhování. Oko sledě je opatřeno tukovými víčky. Ocasní ploutev hluboce vykrojená. Sledi mají břišní ploutev, která je spíše za krátkou hřbetní ploutví; hřbetní ploutev je přibližně uprostřed jejich těla. Nemají tukovou ploutvičku, což odlišuje sledě od čeledi lososovitých. Na rozdíl od jiných sleďů mají také shluk drobných oválně uspořádaných zoubků na horním patře tlamičky; dolní čelist je delší než horní a také ji přesahuje. Postranní čára není patrná.
Stříbřitá barva s namodralým či nazelenalým hřbetem. Žádné charakteristické skvrny na těle ani na ploutvích.

## Rozmnožování
Sledi dosahují pohlavní dospělosti po 3 až 9 letech. Třou se v hejnech. Zajímavé je, že jednotlivé rodové linie kladou jikry nezávisle na sobě během celého roku, tedy každá v jiný měsíc a na jiném místě. Sledi kladou jikry na mořské dno, skály, kameny, štěrk, písek, ale kladou jikry také na chaluhy. Nakladené jikry neopatrují.
Jikry jsou kulaté, žloutek není zcela průhledný a je nehomogenní. Jikry jsou hladké, ale lepkavé; neobsahují olejové kapénky. Velikost jiker se pohybuje mezi 1,57 a 1,91 mm u populací z Islandu.

## Ekologická významnost
Sleďovité ryby jsou nejdůležitější skupinou ryb na naší planetě, Clupea harengus harengus je nejčetnější rybou a je hlavním požíračem obrovského množství zooplanktonu. V prvním roce se sledi živí malými planktonními klanonožci (Copepoda), následně se živí klanonožci (hlavně Calanus finmarchicus a Temora longicornis), ale také různonožci, drobnými korýši z řádu krunýřovek, garnáty, malými rybkami, červy, žebernatkami.
Na druhou stranu je sleď hlavní kořistí ve vyšších trofických úrovních. Příčiny jejich úspěchu zůstávají stále záhadou. Některé úvahy vysvětlují jejich dominanci pozoruhodným životem v obrovských, rychle se pohybujících hejnech.

## Geografické rozšíření

Hejno druhu Clupea harengus (smyčka).

Ačkoli sleď obecný žije v severských vodách kolem Arktidy, nejedná se o vysloveně arktický druh. Je to nejen pelagický druh sestupující do maximálních hloubek 200 metrů. Přes den setrvává ve větších hloubkách. Migruje na velké vzdálenosti.
Sleď obecný se nachází na obou stranách Atlantského oceánu. Pohybuje se v širokém rozmezí od Mainského zálivu, zálivu svatého Vavřince, zálivu Fundy, Labradorského moře, Davisova průlivu, Beaufortova moře, Dánského průlivu, Norského moře, Severního moře, Baltského moře, La Manche, Keltského moře až po Biskajský záliv.
Severoatlantická hejna sleďů zabírají neuvěřitelné 4 km³, přičemž tato hejna mají až 4 miliardy jedinců.

## Hospodářský význam
Sleď obecný je užitkovou a ekonomicky velice významnou rybou. Podle FAO bylo v roce 1999 vyloveno 2 403 543 tun, přičemž se na tomto množství nejvíce podílelo Norsko s 821 435 tunami a Island s 343 769 tunami. Maximální výlov byl v roce 1966, kdy bylo vyloveno 4 095 394 tun. Minimální výlov byl v roce 1979, kdy činil pouhých 887 533 tun. 
Sledi se zpracovávají čerství, suší se, nakládají se do soli, udí se, konzervují a mrazí. Používají se při výrobě rybích salátů. V obchodech jsou prodávány jako uzenáče, pečenáče, matjesové filety, slanečky, zavináč, herinky.
Sledi obecní byli dlouho důležitou hospodářskou součástí rybolovu Nové Anglie a kanadských přímořských provincií, protože se zdržovali poměrně blízko pobřeží ve velkých hejnech, zejména v chladných vodách polouzavřeného Mainského zálivu a zálivu svatého Vavřince. Dnes je jejich výlov již regulován.
Na konci přelomu 19. a 20. století tvořili sledi ve formě sudovaných slanečků 25-40 % islandského exportu.

## Nutriční hodnoty
Tabulka udává dlouhodobě průměrný obsah živin, prvků, vitamínů a dalších nutričních parametrů zjištěných v mase sledě.
| Složka          | Jednotka | Průměrný obsah | Prvek (mg/100 g) | Průměrný obsah | Složka (mg/100g) | Průměrný obsah |
| --------------- | -------- | -------------- | ---------------- | -------------- | ---------------- | -------------- |
| voda            | g/100 g  | 57–79          | Na               | 120            | vitamin C        | stopy          |
| bílkoviny       | g/100 g  | 17,8           | K                | 320            | vitamin D        | 0,007–0,031    |
| tuky            | g/100 g  | 5 – 20         | Ca               | 60             | vitamin E        | 0,76           |
| cukry           | g/100 g  | 0              | Mg               | 32             | vitamin B6       | 0,44           |
| celkový dusík   | g/100 g  | 2,85           | P                | 230            | vitamin B12      | 0,013          |
| vláknina        | g/100 g  | 0              | Fe               | 1,2            | karoten          | stopy          |
| mastné kyseliny | g/100 g  | 11,5           | Cu               | 0,14           | thiamin          | 0,01           |
| cholesterol     | mg/100 g | 50             | Zn               | 0,9            | riboflavin       | 0,26           |
| Se              | mg/100 g | 0,035          | I                | 0,029          | niacin           | 4,1            |
| energie         | kJ/100 g | 791            | Mn               | 0,04           | Cl               | 170            |